# Muscolo otturatore esterno
Nell'anatomia umana il muscolo otturatore esterno  è un muscolo che fa parte dei muscoli esterni dell'anca.

## Anatomia
Di forma appiattita e triangolare si ritrova vicino al muscolo medio gluteo, fra i vari muscoli mediali è il più profondo.
Prende origine dalla parte mediale dell'ischio, nel lato inferomediale del foro otturato (anteriormente), per proseguire con i suoi fasci lateralmente in maniera pressoché trasversale, passando alle spalle dell'articolazione, per raggiungere il grande trocantere.
Gli altri muscoli rotatori laterali dell'anca sono:
- Muscolo piriforme
- Muscolo otturatore interno
- Muscolo gemello inferiore
- Muscolo gemello superiore
- Muscolo quadrato del femore

Innervato dal nervo otturatore, il muscolo è irrorato dall'arteria otturatoria .

## Funzioni
Extraruota la coscia, ovvero la ruota verso l'esterno.
Adduce il femore ovvero lo porta verso l'interno.